# Ухожая
Ухожая (укр. Ухожа) — бывшее село в современном Христиновском районе Черкасской области Украины. 
Ныне в составе села Шельпаховка. Местный совет расположен по почтовому адресу: село Шельпаховка, Христиновский район, Черкасская область, 20044.

## История
В 1864 году Л. И. Похилевич описал поселение: 
Часть села [Шельпаховка] лежащая ниже по реке, называется Ухожей. Михайловская церковь, построена в 1810 году; земли имеет 56 десятин.
В XIX веке село Ухожая было в составе Кузьминской волости Уманского уезда Киевской губернии. В селе была Михайловская церковь.
С 1958 года село Ухожая в составе села Шельпаховка.